# Georges Peignot

Georges Peignot, 1910

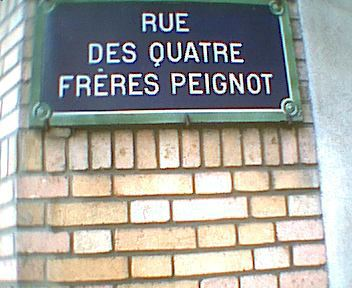
Straßenschild der Rue des Quatre-Frères-Peignot in Paris, Februar 2008

Georges Peignot (* 24. Juni 1872 in Paris; † 28. September 1915 in Givenchy-en-Gohelle) war ein französischer Typograf, Schriftgießer und der Direktor von G. Peignot & Fils.

## Leben und Werk
Georges Peignot wurde 68, Boulevard Edgar Quinet, eine Etage über der Schriftgießerei geboren. Seine Eltern Gustave Peignot und Clémentine führten den Familienbetrieb. 1890 wurde er in die École nationale supérieure des arts décoratifs eingeschrieben. Da er kein Interesse zeigte, verbrachte sein Vater ihn nach Leipzig, wo er ein Jahr in der Schriftgießerei Schwinger arbeitete. Anschließend verbrachte Peignot ein Jahr in der Schriftgießerei Gentzsch in Hamburg. Zurückgekehrt aus Deutschland versuchte Georges fortschrittlichere Ideen im Betrieb umzusetzen. Schließlich schaffte er es, den Vater zu überzeugen, und durfte sein Wissen und seine Vorliebe für den Jugendstil einbringen. Zu seinen wichtigsten Schriften gehören Grasset, Auriol, Bellery-Desfontaines, Cochin, Garamont und Naudin. In 16 Jahren schaffte Georges Peignot es, G. Peignot & Fils zu einer der besten Schriftgießereien von Frankreich zu machen.
George Peignot heiratete 1896 Suzanne Chardon (1876–1962). Das Paar bekam vier Kinder: Colette Peignot, Pseudonym: Laure (1903–1938), Madeleine Peignot (1899–1944), Charles Peignot (1897–1983) und Geneviève Peignot (1900–1993).
1898 überschrieb Gustave Peignot (1839–1899) die Schriftgießerei G. Peignot et Fils seinen fünf Söhnen. Georges, der zweitälteste, leitete den Familienbetrieb und wurde 1899 alleiniger Geschäftsführer. Robert, der älteste Bruder, starb 1913 an einer Krankheit. Die übrigen vier Brüder Peignot (Georges, André, Lucien und Rémy) wurden eingezogen und sind zwischen September 1914 und Juni 1916 im Ersten Weltkrieg gefallen. Zu ihren Ehren erhielt die Rue des Quatre-Frères-Peignot im 15. Arrondissement ihren Namen. Georges Peignot starb 1915 in der Nähe von Givenchy-en-Gohelle.

## Auszeichnungen
- Militärmedaille (Frankreich)
- Croix de guerre
- Ordre des Palmes Académiques